# Сенат (Вторая империя)

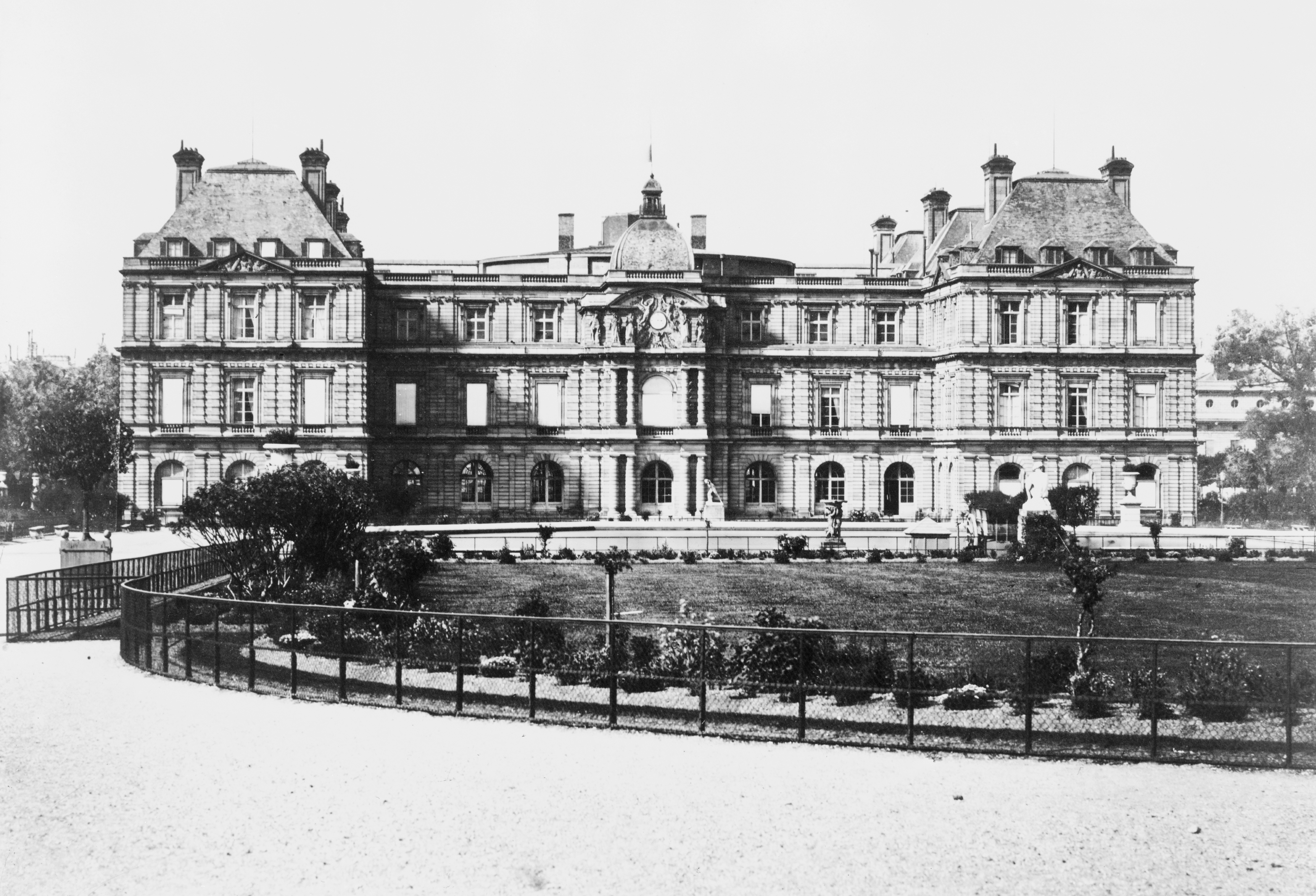
Люксембургский дворец во времена Второй империи

Сена́т (фр. Sénat) — высший законодательный орган во Франции времён Второй империи (1852—1870).

## Предыстория
2 декабря 1851 года президент Второй французской республики Луи-Наполеон Бонапарт совершил государственный переворот, в результате которого примерно через год республиканская форма правления была ликвидирована, а вместо неё провозглашена империя во главе с императором Наполеоном III.
В своей декларации от 2 декабря будущий император обвинил в необходимости государственного переворота диктат одной из ветвей власти — Законодательного собрания, что потребовало изменения государственной системы. Такие изменения были зафиксированы в конституции от 14 января 1852 года.

## Функционирование
Согласно новой конституции, Сенат был высшим органом законодательной власти. По согласованию с правительством он мог изменять в стране всё, кроме фундаментальных основ государства - такие действия требовали одобрения на референдуме. Сенаторы могли выдвигать особые инициативы — сенатусконсульты, которыми устанавливались основы государственного устройства. Один из первых таких сенатусконсультов был объявлен 7 ноября 1852 года и провозгласил в стране империю (после плебисцита, прошедшего 21 и 22 ноября).
Сенаторы назначались пожизненно лично главой государства, при этом он не обязан был как-либо аргументировать или согласовывать свои кадровые решения, единственным ограничением было общее число сенаторов — 150 человек. Сверх этого числа в состав Сената входили высшие военные (маршалы, адмиралы), церковные (кардиналы), иерархи и принцы семьи Бонапарт — таким образом общее число членов Сената составляло около 165 человек. С 1852 по 1870 год общее число сенаторов составило 329 человек. Примерно половину членов Сената составляли бывшие парламентарии, политики и чиновники, вторую половину — адвокаты, банкиры, предприниматели, дипломаты и другие заметные представители общества. Первоначально членство в Сенате считалось просто почётной должностью и никак не оплачивалось, но сенатусконсультом от 25 декабря 1852 года сенаторам было установлено ежегодное жалование в размере 30 000 франков.
Первоначально Сенат находился под полным контролем исполнительной власти, однако постепенно государство мигрировало в сторону бо́льшего либерализма, так что к моменту ликвидации Второй империи в 1870 году страна представляла собой практически парламентскую демократию с гораздо бо́льшими полномочиями Сената, чем в начале.
Заседания Сената проходили в Люксембургском дворце в Париже.